# Macrothemis fallax
Macrothemis fallax là loài chuồn chuồn trong họ Libellulidae. Loài này được May miêu tả khoa học đầu tiên năm 1998.